# Propranolol
Propranolol je beta blokator. To je bio drugi izumljeni beta blokator (nakon diklorizoprenalina) i do danas je vrlo značajan. On je standard prema kojemu se moraju uspoređivati svi noviji beta blokatori. U tijeku mnogih godina široke primjene ovaj se lijek pokazao sigurnim i djelotvornim u liječenju mnogih poremećaja. Propranolol je neselektivni inhibitor beta-adrenergičkih receptora i ne djeluje intrinzički (nema ISA djelovanje). 

## Djelovanje
Njegov je najznačajniji učinak zaštita srca od prekomjernog simpatičkog uzbuđenja ili cirkulirajućih katekolamina psihičkog ili fizičkog podrijetla. Propranolol smanjuje srčanu frekvenciju i snagu srčane kontrakcije. Zato smanjuje udarni i minutni volumen i potrebu srčanog mišića za kisikom. Propranolol polako i ravnomjerno snižava krvni tlak u bolesnika s esencijalnom i bubrežnom hipertenzijom. Propranololom se mogu liječiti svi stupnjevi povišenoga tlaka, ali nije prikladan za liječenje hipertenzivnih kriza jer njegov učinak nije brz. Također djeluje i lokalno anestetički. Taj se učinak iskazuje samo u bolesnika sa slabim tonusom simpatikusa te uz velike doze. Posljedica je obaju učinaka propranolola, betalitičkog i lokalno anestetičkog, usporavanje spontane dijastolične depolarizacije, zbog čega je prikladan za liječenje smetnji srčanoga ritma.

## Primjena
Koristi se u liječenju angine pectoris, aritmija, hipertenzije, hipertrofijske opstruktivne kardiomiopatije te feokromocitoma (ali tek nakon primjene inhibitora alfa-adrenergičkih receptora). Djelotvorna dnevna doza iznosi 160 mg.
Propranolol ne smiju koristiti pacijenti koji pate od srčane dekompenzacije, kardiogenog šoka, bradikardije, atrioventrikulskog bloka II. i III. stupnja, bronhijalne astme, opstruktivnog bronhitisa (KOPB), obliteracijske angiopatije, metaboličke acidoze te pacijenti koji se liječe psihotropnim lijekovima koji povećavaju aktivnost adrenergičkog (simpatičkog) sustava. Poseban je oprez potreban u liječenju aritmija kada pacijent prima i srčane glikozide i dijabetičara te kod bolesnika s jetrenim ili bubrežnim bolestima. U trudnica se propranolol primjenjuje samo iznimno.

### Nuspojave
Najčešće moguće nuspojave jesu bradikardija, srčana dekompenzacija, atrioventrikulski blok, hipotenzija, Raynaudov fenomen i parestezije; bronhospazam i pogoršanje ventilacijskih funkcija; sklonost hipoglikemiji, pogotovo kod liječenja dijabetesa ovisnog o inzulinu, mučnina, povraćanje, opstipacija; mentalna depresija, nesanica, pospanost, halucinacije, umor, purpura i eritem.
Propranolol je poznat po tome što može proći krvno moždanu barijeru i ući u mozak gdje uzrokuje nuspojave kao što su depresija i noćne more.